# João Derly
João Derly de Oliveira Nunes Júnior (Porto Alegre, 2 de junho de 1981) é um ex-judoca brasileiro, da categoria meio-leve, e político brasileiro, filiado ao Republicanos.

## Carreira esportiva
Atleta da Sociedade de Ginástica Porto Alegre (SOGIPA) durante toda sua carreira, João Derly foi o primeiro brasileiro da modalidade a tornar-se campeão mundial de judô da categoria principal (sênior). O feito foi alcançado no Campeonato Mundial de Judô de 2005, na cidade do Cairo, Egito. Além do título inédito, o judoca ainda foi eleito como o melhor atleta da competição. Na final, João derrotou o japonês Masato Uchishiba, então campeão olímpico; em menos de um minuto de luta, por ippon.
Em 2006, outro título inédito para o Brasil: campeão do Grand Slam de Paris, competição muito tradicional e que, naquele ano, foi torneio de mais alto nível da modalidade.
Em 15 de setembro de 2007 sagrou-se bicampeão mundial durante o 25º Campeonato Mundial realizado no Rio de Janeiro, ao derrotar o cubano Yordanes Arencibia, por um koka, no Golden Score, tempo extra realizado após o combate terminar empatado durante os cinco minutos regulamentares. Naquele campeonato ainda foram campeões do mundo os judocas Tiago Camilo e Luciano Correa. Passados mais de 10 anos do bicampeonato, Derly continua sendo o único brasileiro a vencer o torneio por duas vezes.
Ainda em 2007, o bicampeão do mundo já havia conquistado a medalha de ouro nos Jogos Pan-Americanos de 2007, igualmente em disputa no Rio de Janeiro.

### Olimpíada de Pequim
Única medalha que não conquistou durante a sua carreira, chegou a disputa das Olimpíadas como um dos favoritos a a conquistar uma medalha em sua categoria (até 66 kg) nos Jogos Olímpicos de Pequim 2008. Derly venceu na primeira rodada o sul-coreano Joo-Jin Kim, porém foi derrotado na segunda luta pelo português Pedro Dias por wazari e acabou ficando de fora da disputa por medalhas.
Campeão Mundial Junior
Em 2000, na Tunísia, João Derly conquistou o Mundial sub-20 e em 2001 foi medalha de bronze na Universíade, a olimpíada universitária, mostrando que muitas conquistas viriam adiante.

### Lesões e fim da carreira
Após seu último grande título, João Derly precisou passar por duas intervenções cirúrgicas no joelho, o que acabaram por abreviar a carreira. Em um evento promovido pela Sogipa, o judoca aposentou-se oficialmente em junho de 2012, derrotando o atleta da Costa Rica Murilo Osmam em uma luta que durou apenas 21 segundos.

## Política
Após aposentar-se como judoca profissional, João Derly foi convidado por Manuela D'Ávila para filiar-se ao PCdoB e concorrer a vereador em Porto Alegre. Ele foi eleito como o segundo parlamentar mais votado do pleito, recebendo mais de 14 mil votos.
Em 2014, disputou a eleição a deputado federal, pelo PCdoB no Rio Grande do Sul, e foi eleito com 106.991 votos. Em setembro de 2015, desfiliou-se do PCdoB para unir-se à Rede Sustentabilidade, argumentando que não concordava com o alinhamento do partido com o governo federal. Em nota anunciando a troca de legenda, Derly agradeceu ao PCdoB e à Manuela D'Ávila.
Como deputado federal, votou a favor do processo de impeachment de Dilma Rousseff, em 2016. Já durante o Governo Michel Temer, votou contra a PEC do Teto dos Gastos Públicos. Em abril de 2017 foi contrário à Reforma Trabalhista. Em agosto de 2017 votou a favor do processo em que se pedia abertura de investigação do presidente Michel Temer
Disputou a reeleição em 2018, mas não foi eleito. Em dezembro de 2018, trocou novamente de partido, filiando-se ao PRB (posteriormente Republicanos). Em 2019, Derly foi nomeado pelo governador Eduardo Leite como secretário do Esporte e Lazer do Rio Grande do Sul, cargo que deixou em junho de 2020.
No final de agosto de 2020, o Republicanos anunciou a pré-candidatura de Derly ao cargo de prefeito de Porto Alegre, tendo Fernando Soares como vice na chapa.
Em junho de 2022, recebeu o título de Cidadão Emérito de Porto Alegre.

## Títulos
- 90/91/92/93/94/95/96/97/98/99/2001 - Decacampeão estadual
- 90/91/92/93/94/95 - Hexacampeão brasileiro nas categorias inferiores
- 1996, 1997 e 1998 - Tricampeão brasileiro juvenil
- 1997 e 1998 - Bicampeão brasileiro júnior
- 1998, 2000 e 2001 - Tricampeão brasileiro adulto
- 1998 - Bronze no Mundial Juvenil
- 1998 e 1999 - Bicampeão sul-americano adulto
- 1998 - Ouro no Aberto Internacional de Tre Torri (Itália)
- 1999 - Campeão pan-americano juvenil
- 2000 - Campeão mundial júnior, na Tunísia
- 2000 - Medalha de bronze no Campeonato Mundial Universitário
- 2001 - Campeão gaúcho absoluto
- 2001 - Medalha de bronze na Universíade de Pequim
- 2001 - Prata no Aberto Internacional de Tre Torri (Itália)
- 2002 - Medalha de prata no Torneio Aberto de Paris
- 2002 - Medalha de ouro no Grand Prix da Áustria, em Leonding
- 2002 - Medalha de ouro no Grand Prix de Praga, na República Tcheca
- 2002 - Medalha de ouro no Grand Prix de Varsóvia, na Polônia
- 2002 - Medalha de bronze no Torneio de Guido Sieni, na Itália
- 2003 - Vice-campeão Grand Prix Nacional de Judô
- 2003 - Campeão da Copa Aurélio Miguel
- 2005 - Campeão pan-americano sênior
- 2005 - Campeão mundial adulto, no Cairo, no 24º Campeonato Mundial de Judô.[15]
- 2006 - Medalha de ouro na Super Copa do Mundo de Paris
- 2006 - Medalha de prata na Copa de Leonding, na Áustria
- 2006 - Primeiro lugar no ranking mundial de judô[16]
- 2007 - Medalha de ouro nos Jogos Pan-Americanos do Rio de Janeiro[17]
- 2007 - Bicampeão mundial adulto, no Rio de Janeiro, no 25º Campeonato Mundial de Judô.
- 2008 - Campeão do VII Troféu Brasil Interclubes de Judô, disputado na SOGIPA
- 2009 - Bicampeão Pan-Americano, em Buenos Aires